# Djurgårdsvarvet
Djurgårdsvarvet är ett skeppsvarv vid Djurgårdsstaden på Djurgården i Stockholm, grundat på 1860-talet och ersatte då det så kallade Lothsackska skeppsvarvet från 1712. Efter att åren 1979–2010 ha förfallit, påbörjades omfattande renoveringar 2007 på initiativ av bland andra Kungliga Djurgårdsförvaltningen och den ideella föreningen Stockholms sjögård. Efter genomförd upprustning är skeppsvarvet ett centrum för renoveringar och underhåll av klassiska träbåtar, samt mötesplats för äldre båtkultur.

## Historik

### Lothsackska skeppsvarvet

Lothsackska varvet på kvarteret Trihörningen (No VI), 1736.

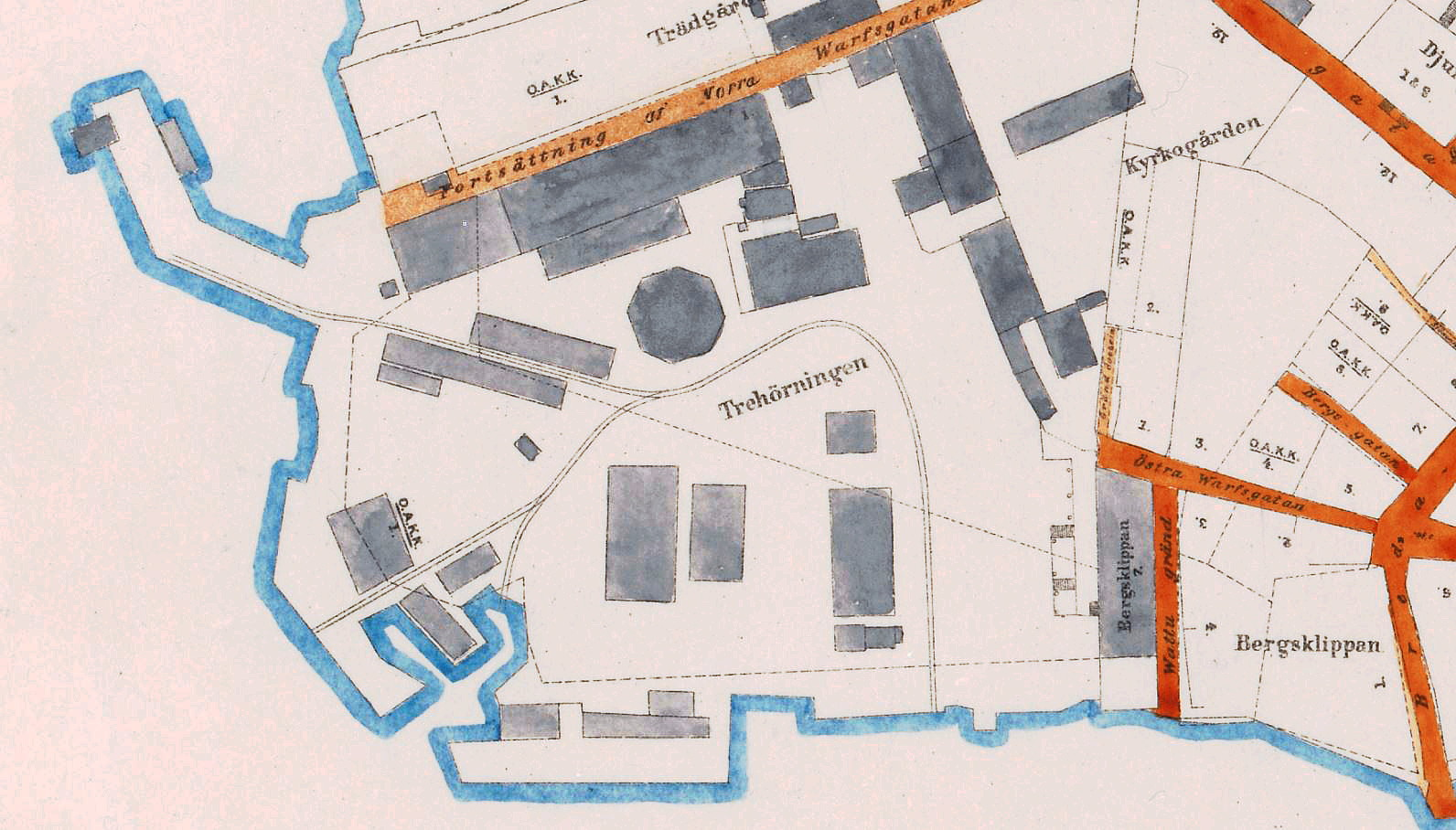
Kvarteret Trehörningen 1863.

Djurgårdsvarvets föregångare anlades 1712 av Johan Lampa. År 1735 köpte Ephraim Lothsack varvsområdet i dåvarande kvarteret Trihörningen som låg lite längre västerut vid dagens Gröna Lund. Under honom upplevde varvet en blomstringsperiod. Två stenbyggnader uppfördes: en bostad för varvets chef Ephraim Lothsack 1741, senare kallat Apotekshuset, och ett hus för varvskontor och bostäder även kallat Räntmästarhuset tillkom 1769. Inredningen på varvsägarbostadens övervåning utfördes på 1760-talet av skeppsbyggaren Fredrik Henrik af Chapman.
Här byggdes och reparerades hundratals fartyg. Kung Gustav III:s skepp Amphion, som utgjorde hans högkvarter i Finland under Ryska kriget 1788-90, byggdes på Djurgårdsvarvet och när Fredrik Henrik af Chapmans ostindienfarare Gustav III löpte av stapelbädden var både kungen, drottningen och änkedrottningen närvarande. 
Efter Lotsacks död 1743 drevs varvet av dennes änka Juliana Brandel. Hon gifte sig sedermera med rådmannen och blivande borgmästaren Gustaf Kierman (1702–1766). Under honom fick varvet ett nytt uppsving. Därefter ägdes varvet av intressenter tillhörande bland annat handelshusen Grill och Küsel. Bland varvets nya ledare fanns även skeppsbyggaren af Chapman.
Från 1800-talets början och fram till sin död 1833 ägdes varvet av grosshandlaren John Burgman. Han drev varvet i kompanjonskap med sin svärson grosshandlaren Adolf Fredholm och bekostade bygget av en skola för varvarbetarnas barn (dagens Djurgårdskyrkan). Efter svärfaderns död blev Fredhom ensamägare till varvet som var i familjens ägo fram till mitten av 1860-talet.
Efterhand blev dock varvet för litet för produktionen av större fartyg och 1862 lades varvet ned. Därefter användes området för stadens järnvåg som flyttats hit från Järngraven på Södermalm. På varvsområdet kom senare Gröna Lund att anläggas. Det äldre kvartersnamnet Lodsachska varvet på Gröna Lunds område påminner än idag om Lothsack.

### Nya Djurgårdsvarvet
Öster om detta område låg Grönland, en herrgård med tillhörande byggnader. Då Stockholms Ångslups AB bildades på 1860-talet kom man att anlägga en uppläggningsplats med reparationsverkstad för sina fartyg här. Senare förekom även viss ombyggnad av fartyg på platsen, som fick namnet "Nya Djurgårdsvarvet". Fram till 1970-talet byggdes bland annat sjöräddningskryssare här, men sedan förföll området med fallfärdiga byggnader och en ihopsjunken kajanläggning. När Waxholmsbolaget lämnade varvet tog Arne Timmerling  över slipen och utförde renoveringar och reparationer under namnet Djurgårdsvarvet. Djurgårdsvarvet heter sedan 2006 Shipsforsale Sweden AB och har i dag enbart verksamhet inom köp- och försäljning av fartyg.

### Historiska bilder

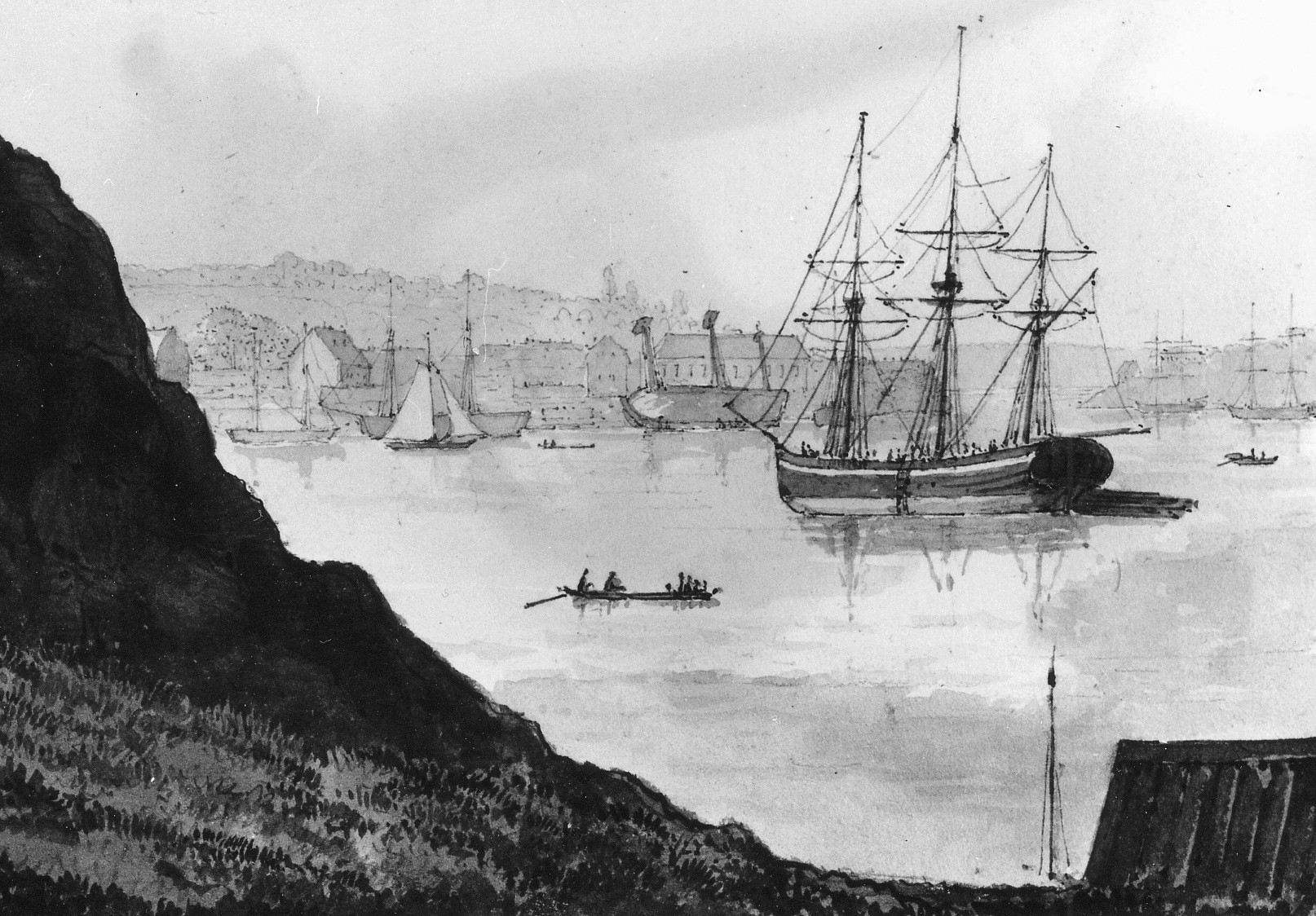
Gamla Djurgårdsvarvet sett från Kastellholmen, 1820-tal.
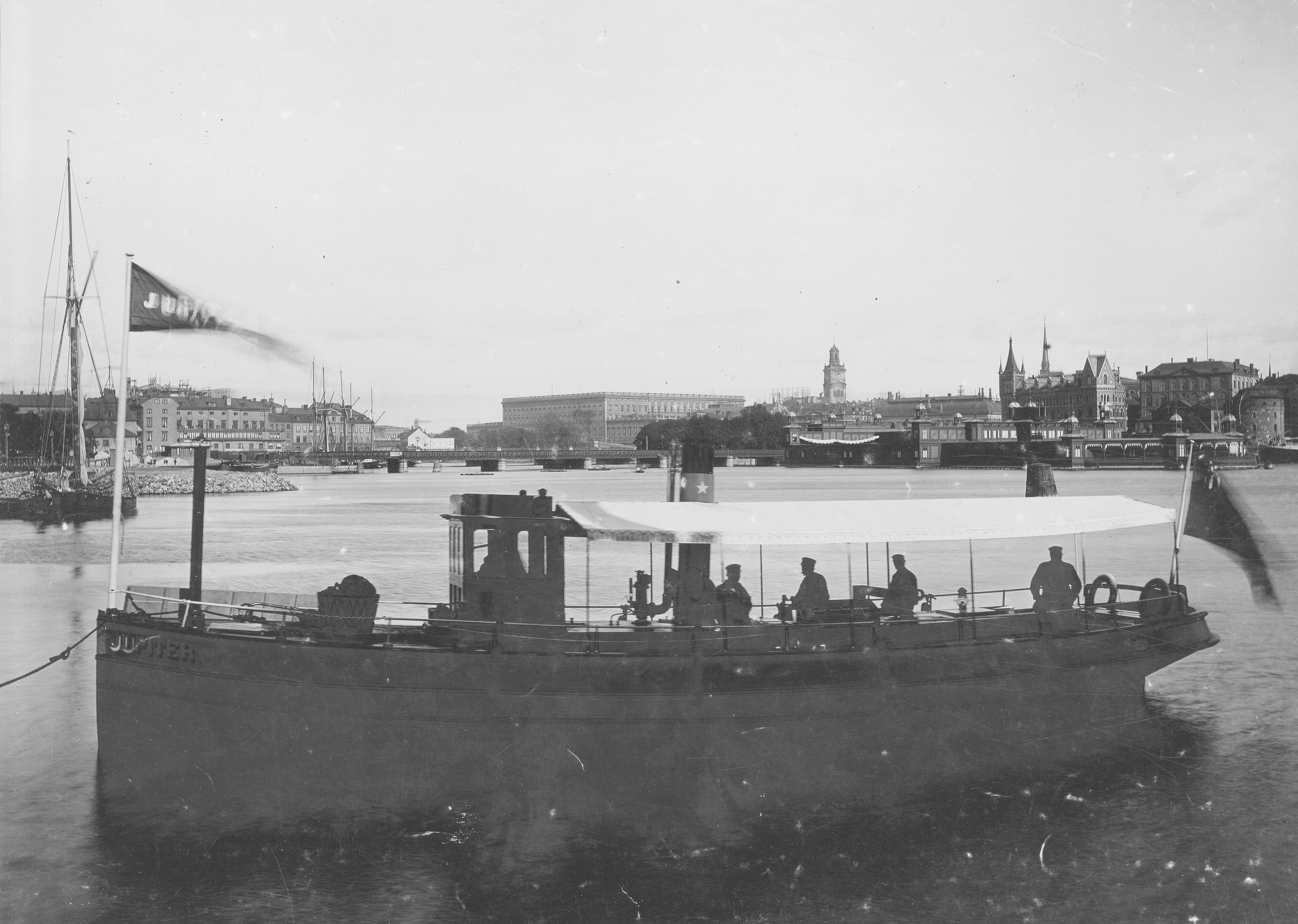
Ångslupen Jupiter på Nya Djurgårdsvarvet, omkring 1900.
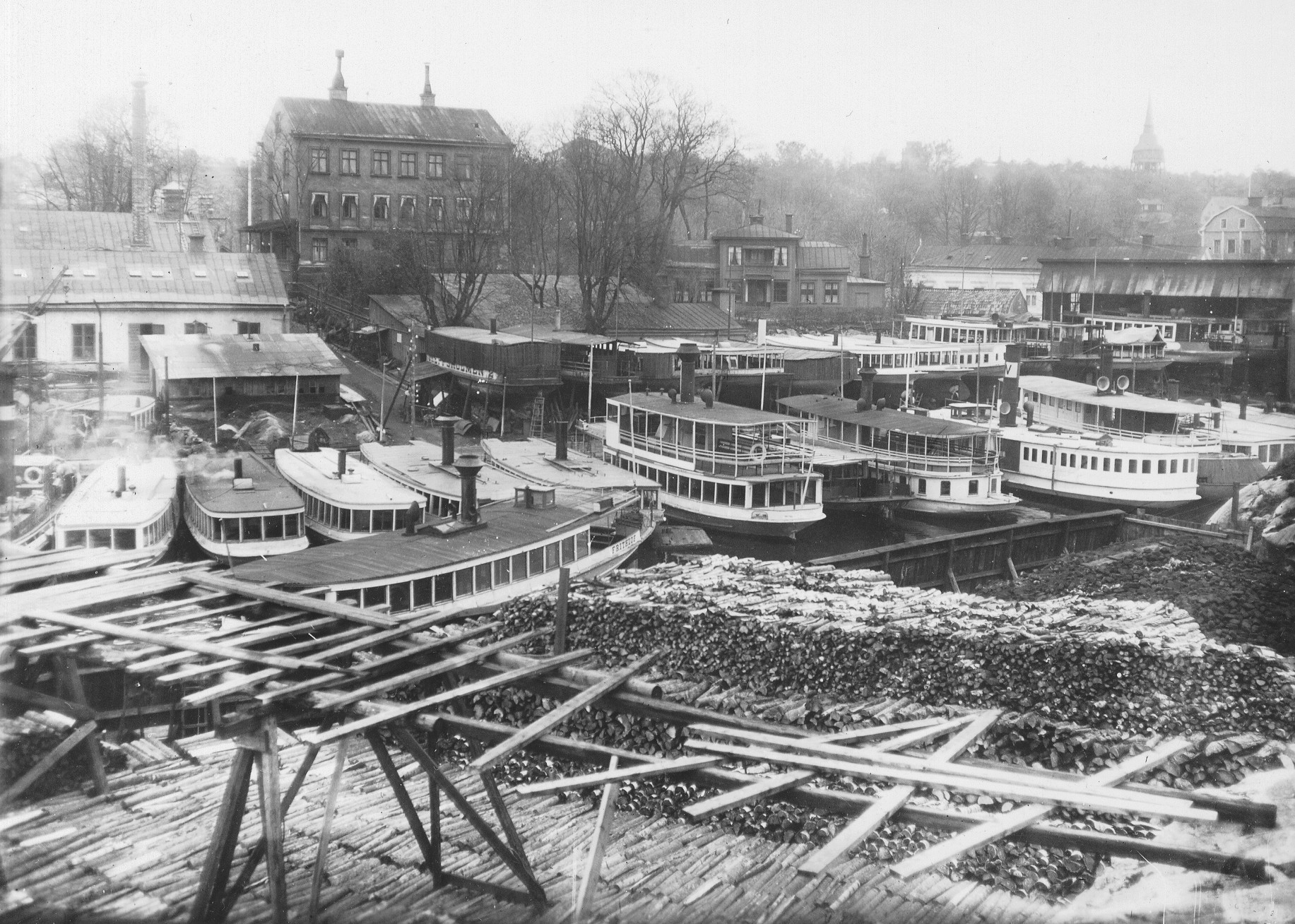
Ångslopar i Nya Djurgårdsvarvet någon gång mellan 1910 och 1925.
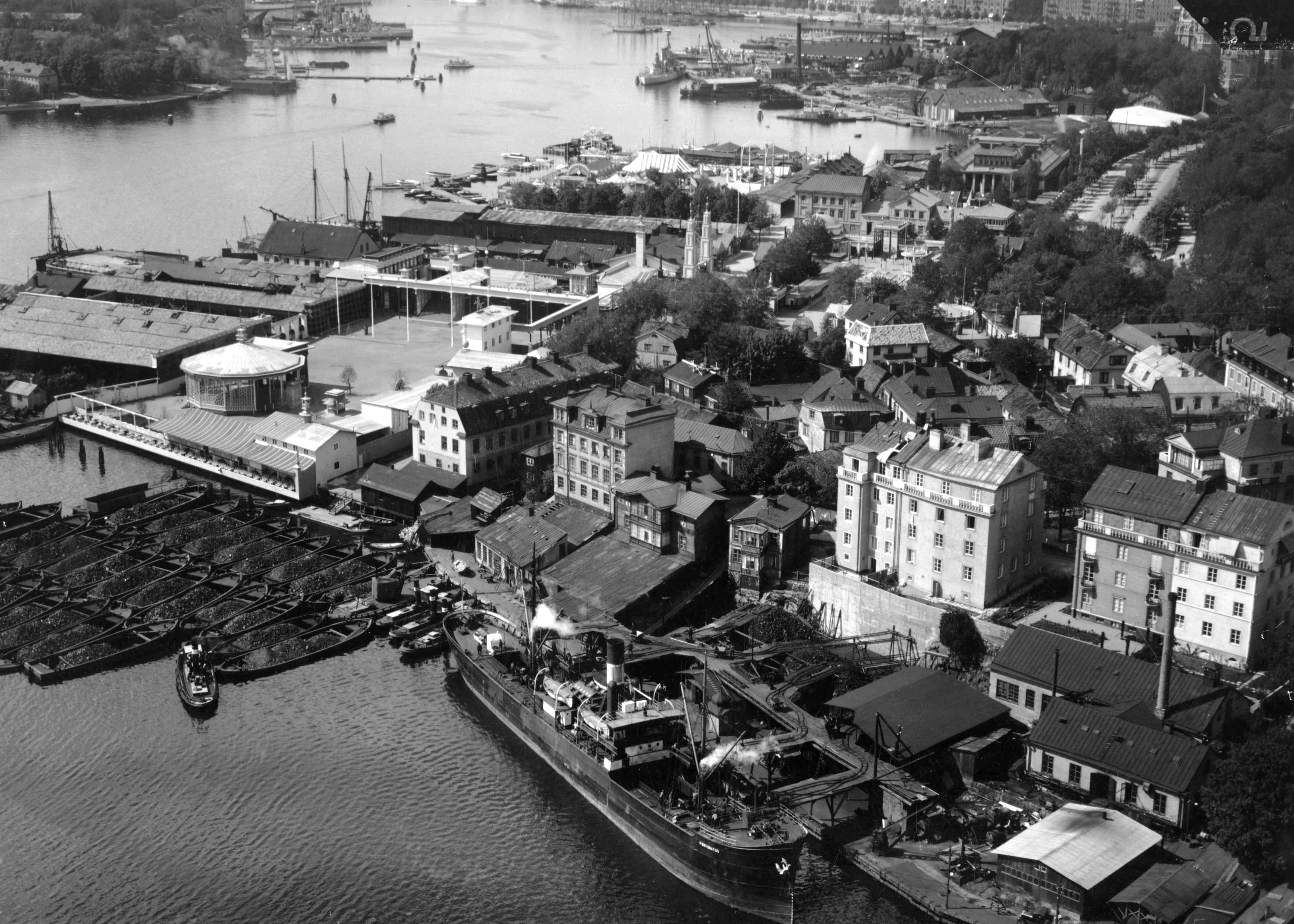
Djurgårdsvarvet och Djurgårdsstaden 1928.

## Upprustning
På 1980-talet fanns det planer på att riva hela varvet och bygga nio våningar höga bostadshus på platsen, men planerna förverkligades inte och finanskrisen kom emellan. Istället beslöts efter starka protester mot exploateringen av området att varvet skulle bevaras och rustas upp. Upprustningen pågick 2007–2012. Flera av de äldre byggnaderna har renoverats och den gamla skorstenen som revs 2006 har återuppbyggts. Det renoverade varvet fungerar bland annat som ett centrum för träbåtsrenovering.

### Bilder, varvets upprustning

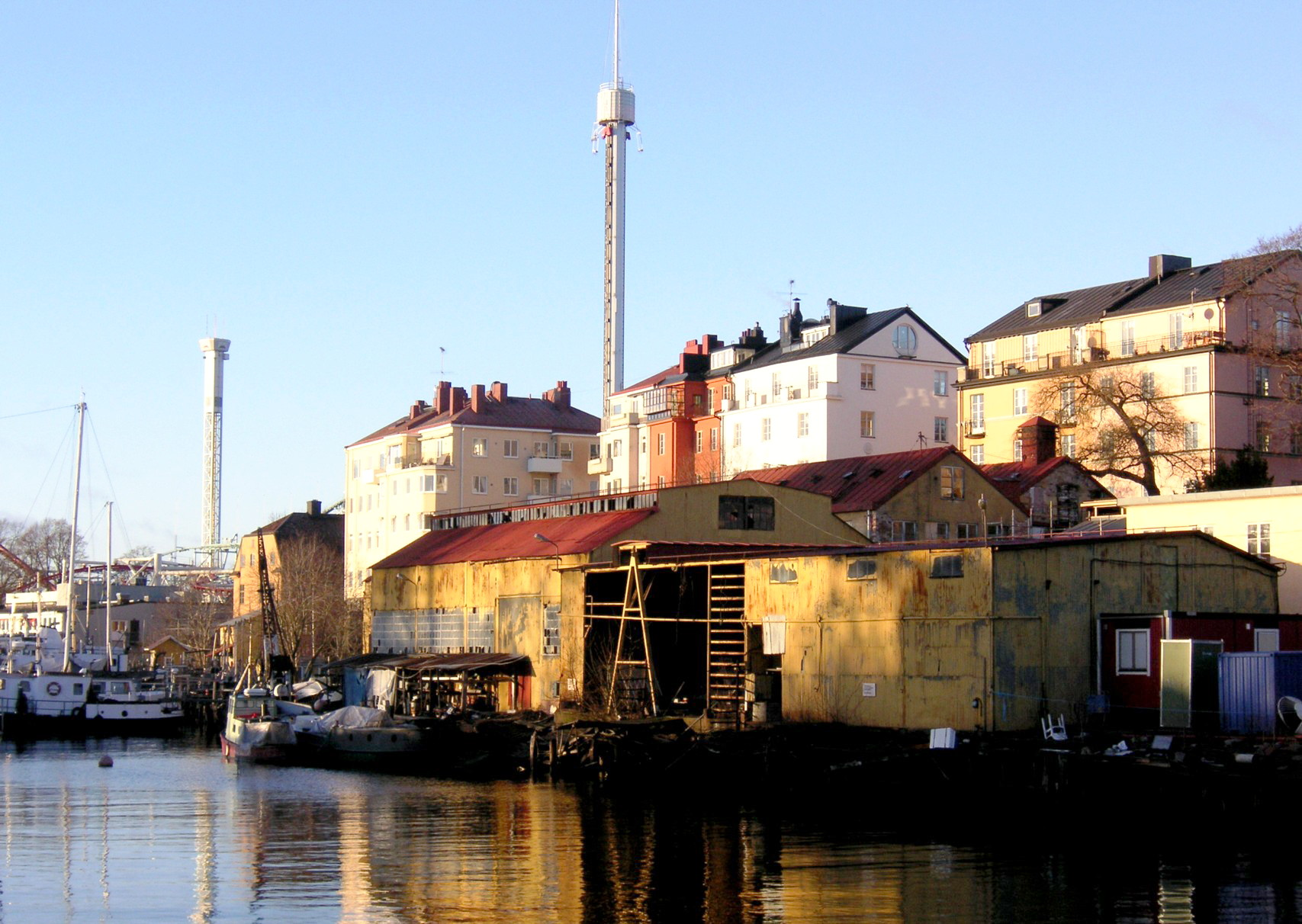
Djurgårdsvarvet före upprustningen, december 2007.
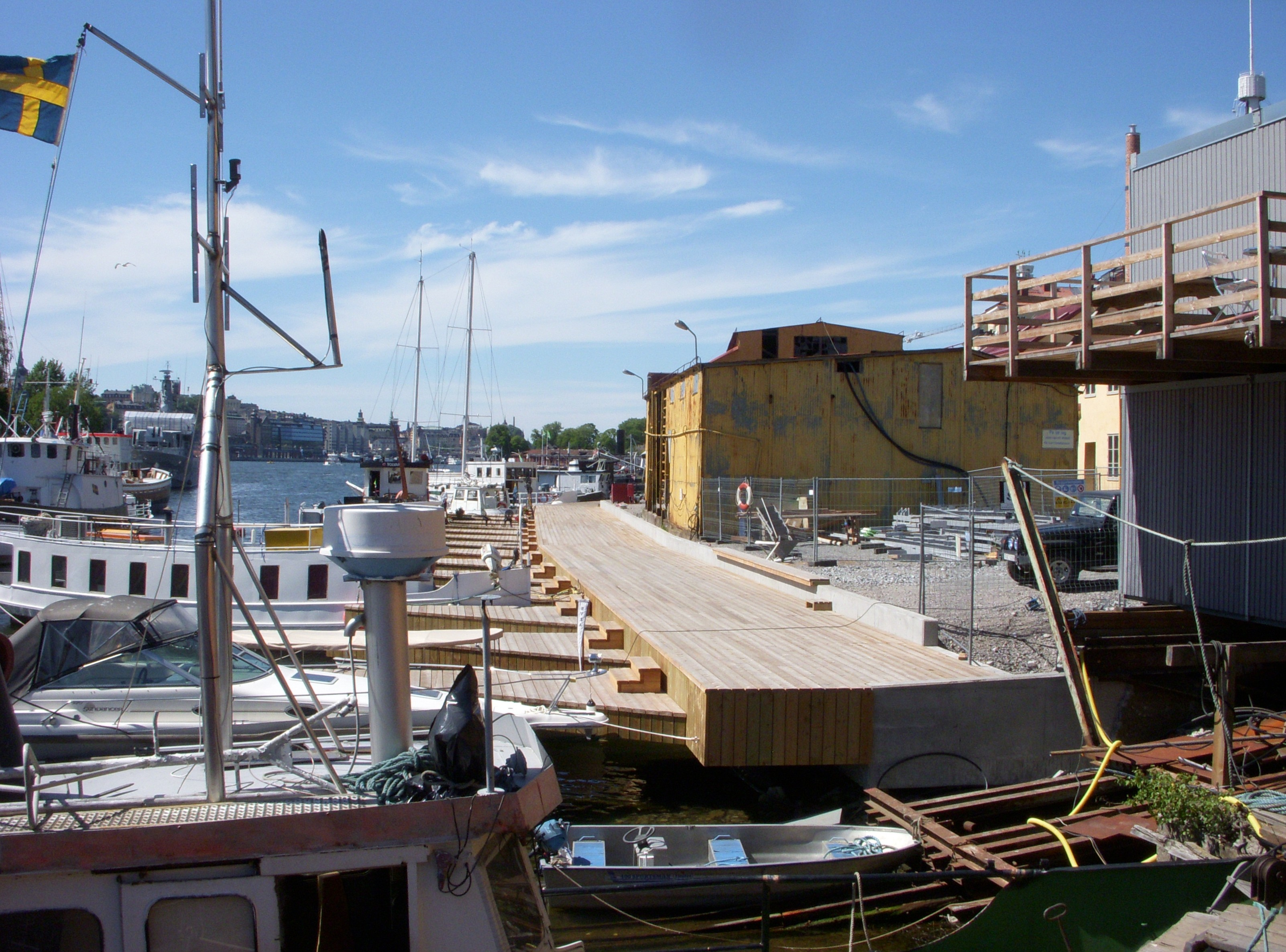
Nya kajanläggningar under uppförande, juli 2010.
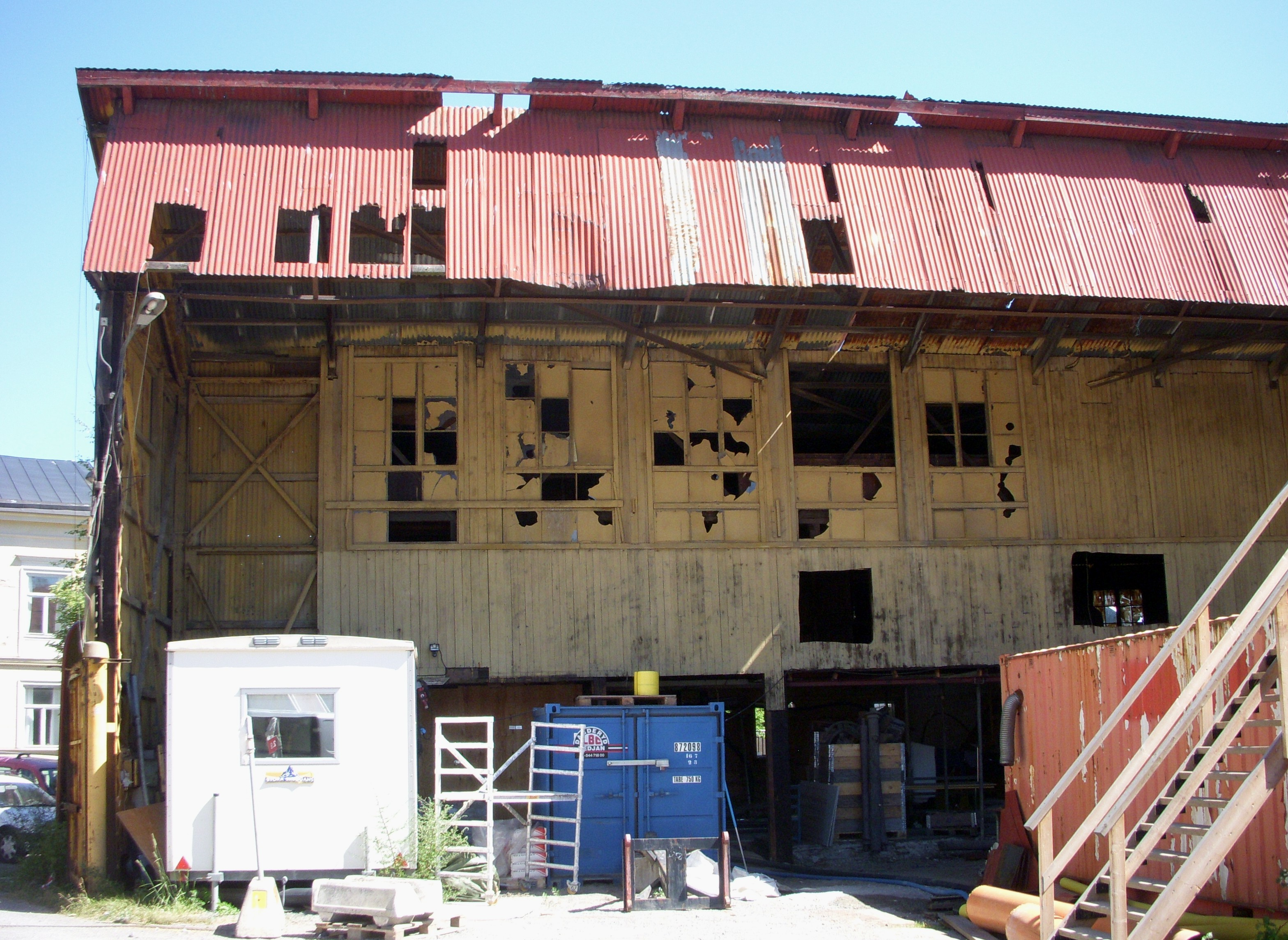
Varvsområdet, juli 2010.
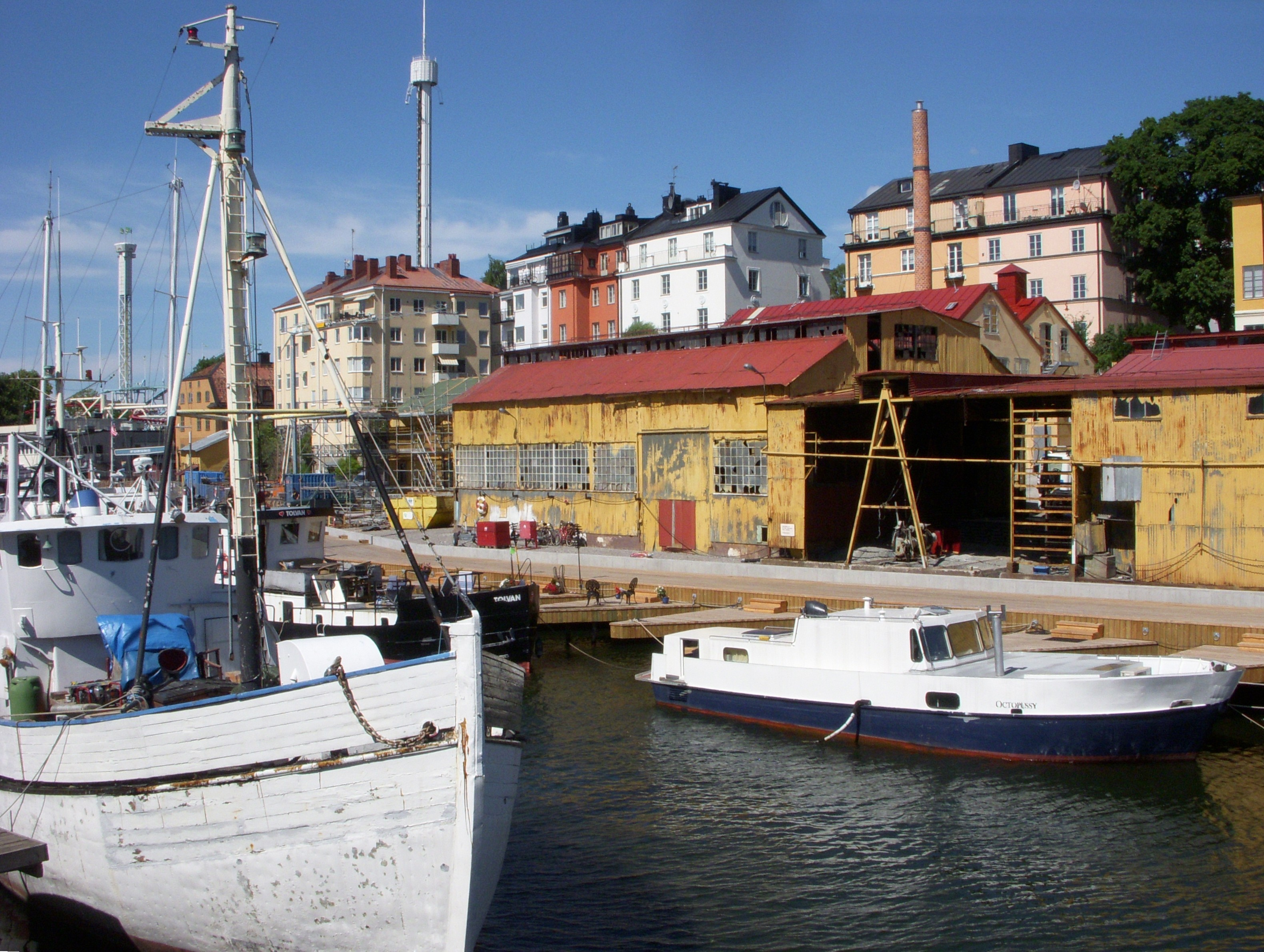
Varvsområdet, juli 2010.

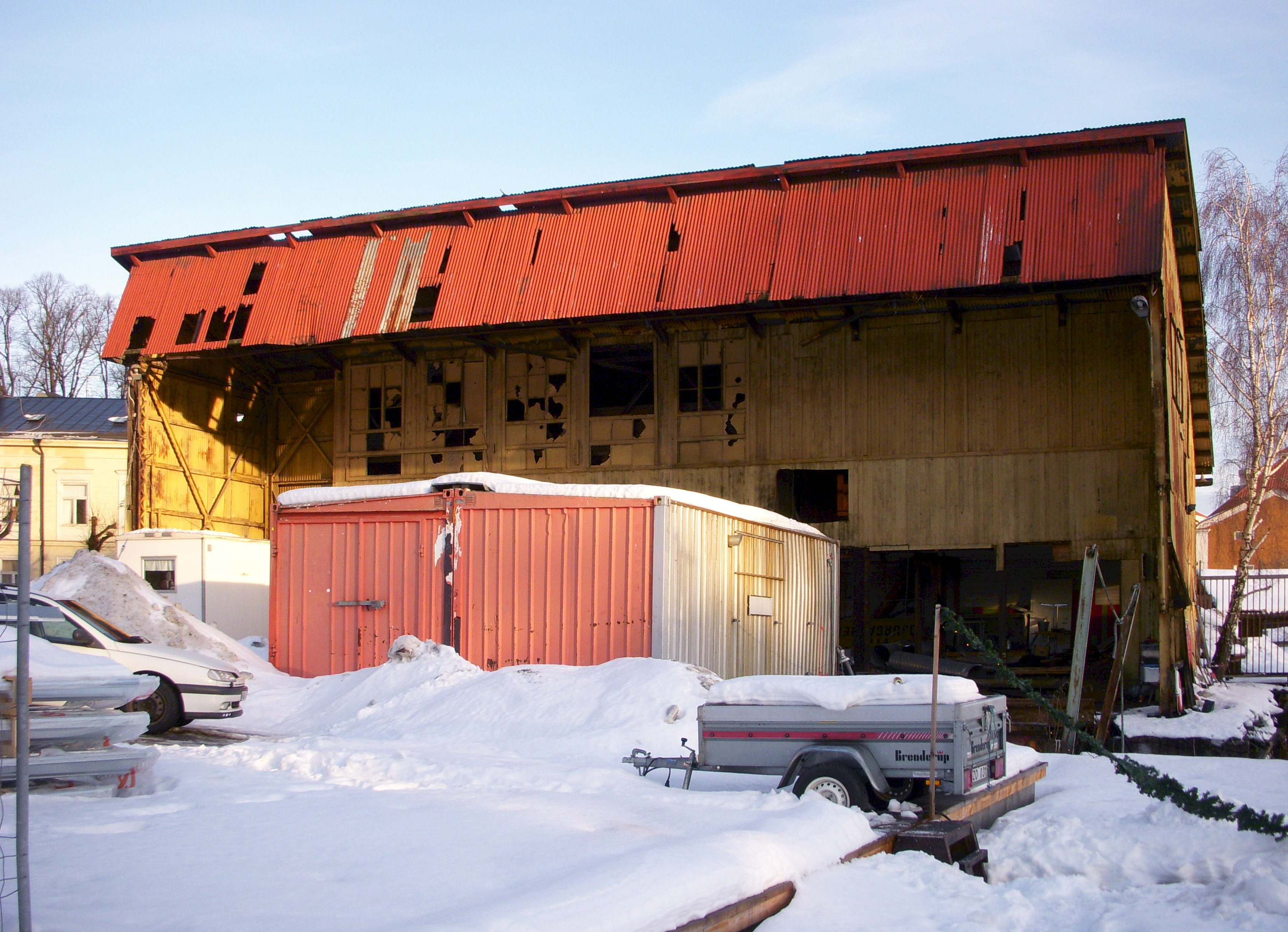
Gamla slipskjulet, januari 2011.
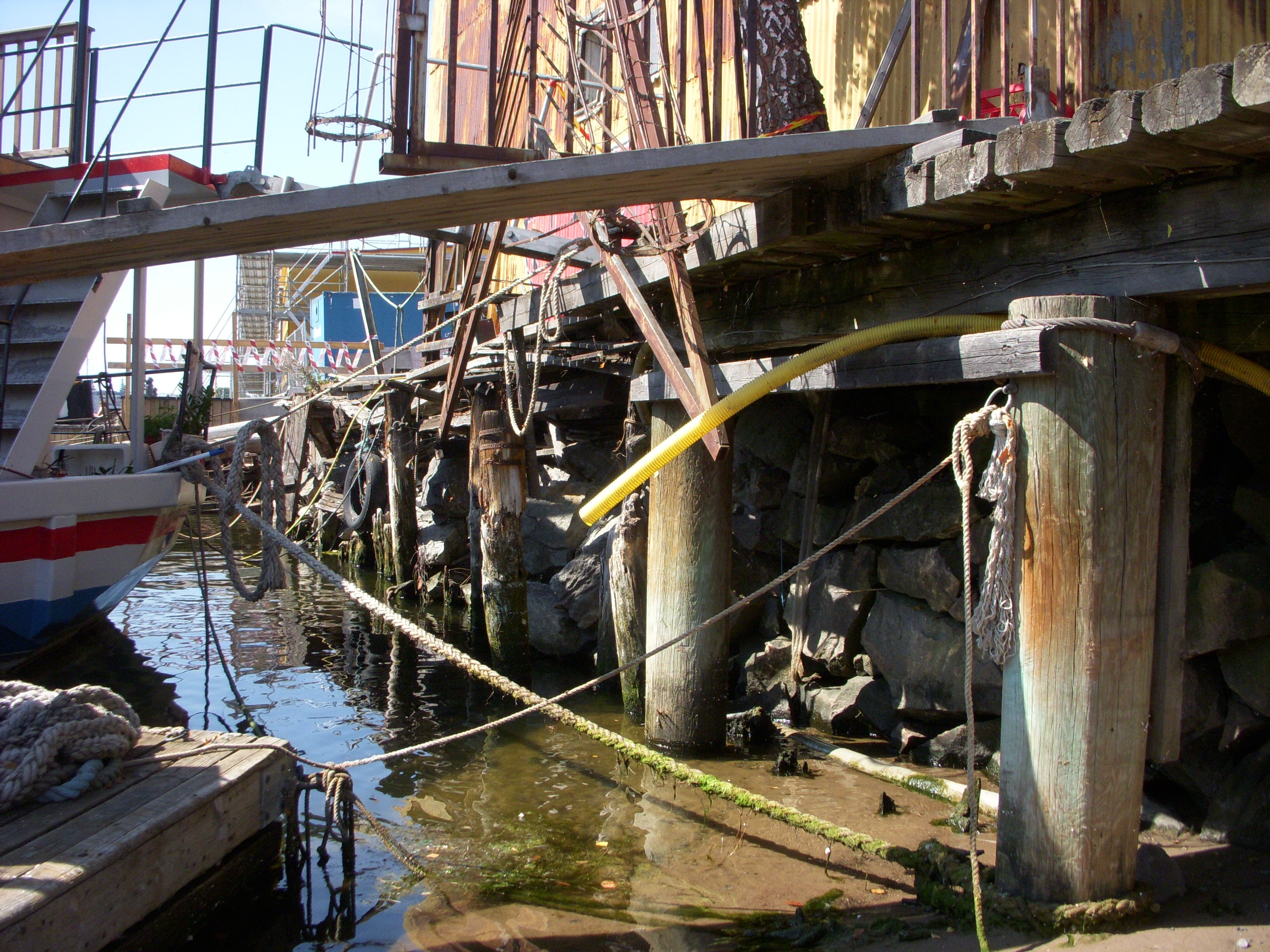
Del av kajanläggningen före upprustningen, augusti 2011.
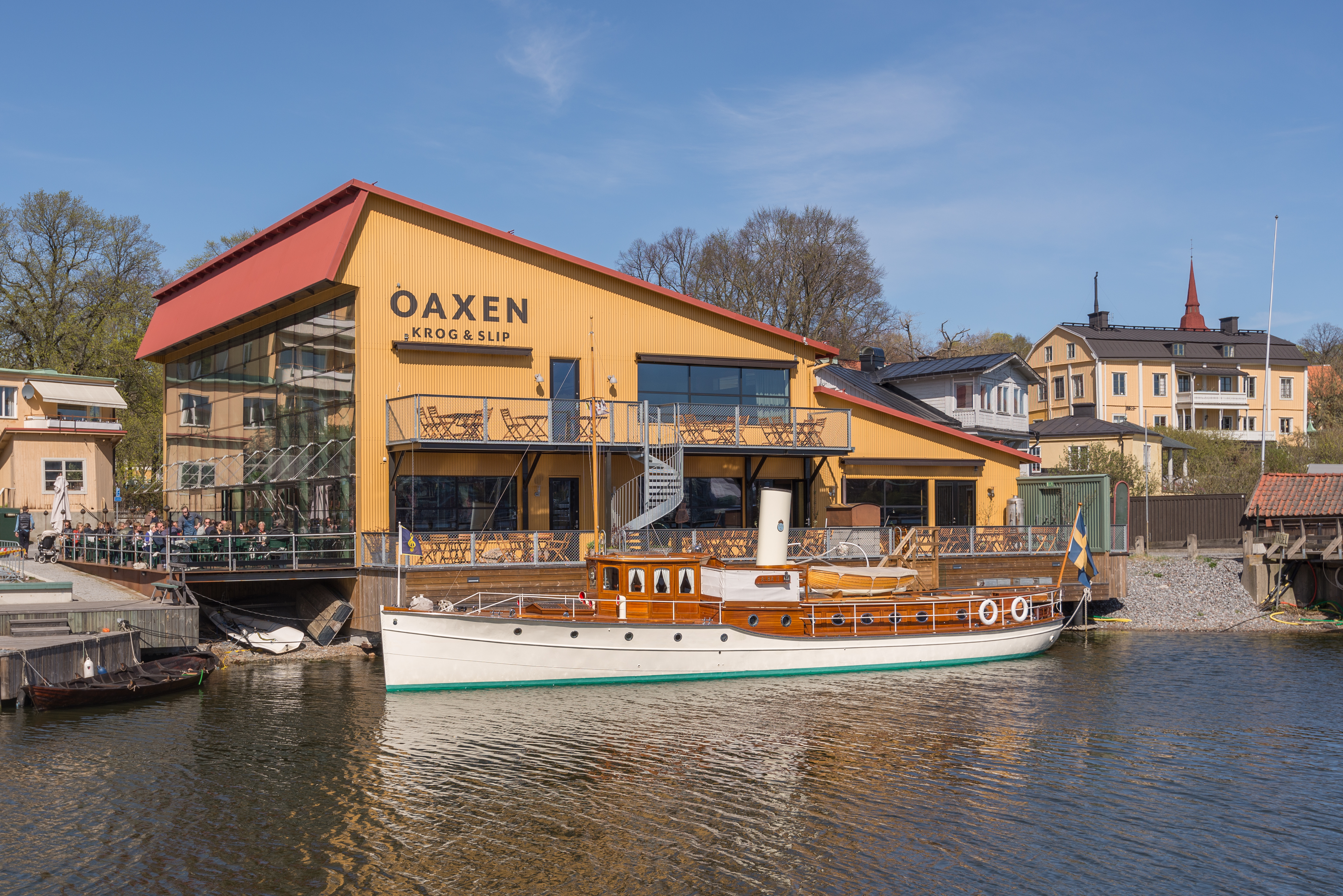
Gamla slipskjulet ombyggt till lyxrestaurangen Oaxen krog, april 2014.
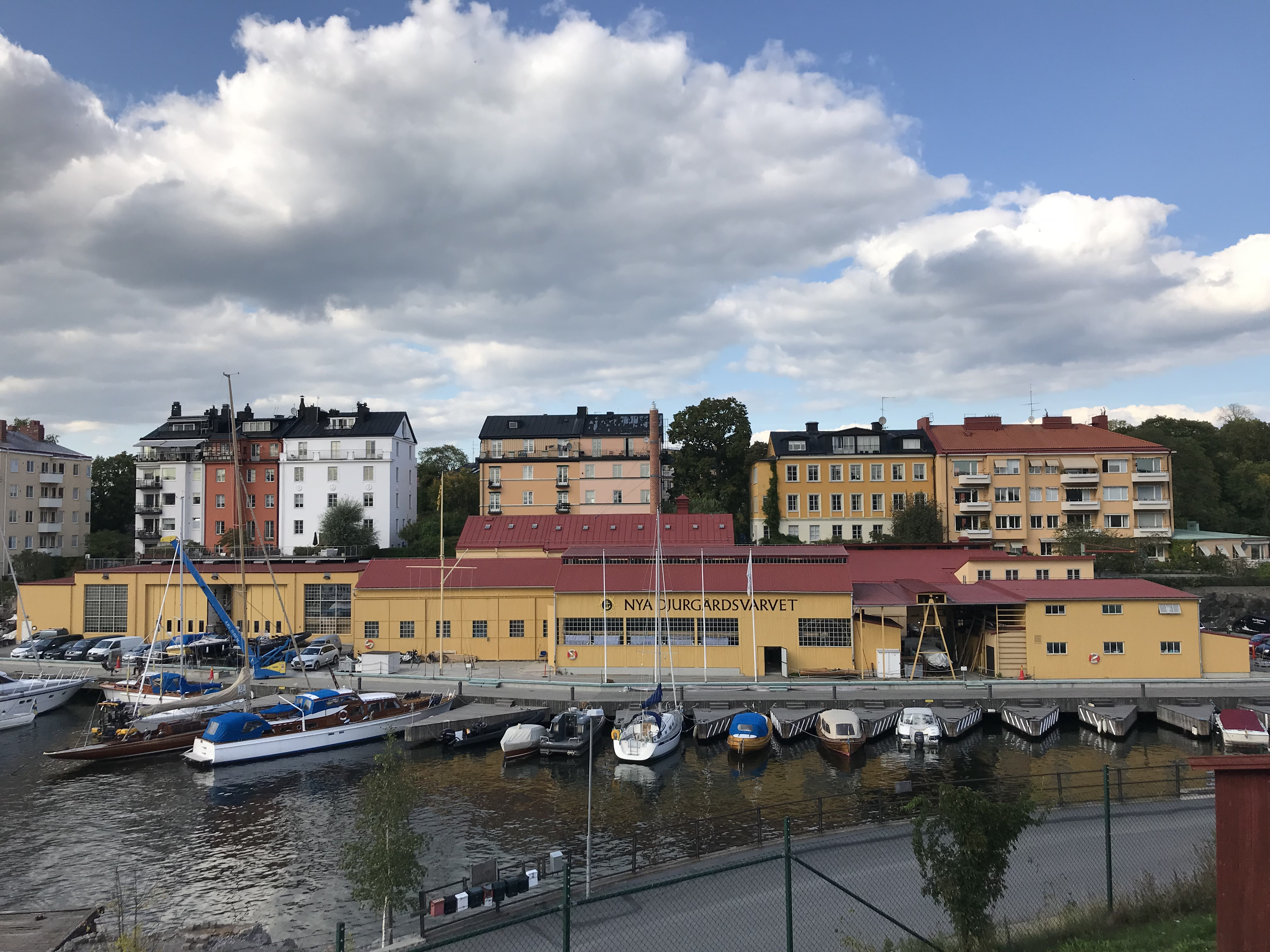
Nya Djurgårdsvarvet i färdigt skick, september 2018.